# Беріслевешть
Беріслевешть, Беріслевешті (рум. Berislăvești) — село у повіті Вилча в Румунії. Адміністративний центр комуни Беріслевешть.
Село розташоване на відстані 160 км на північний захід від Бухареста, 16 км на північ від Римніку-Вилчі, 113 км на північний схід від Крайови, 103 км на південний захід від Брашова.

## Населення
За даними перепису населення 2002 року у селі проживали 578 осіб, усі — румуни. Усі жителі села рідною мовою назвали румунську.